# Stortum
Stortum is een verdwenen nederzetting op het waddeneiland Terschelling, tegenwoordig onderdeel van de Nederlandse provincie Friesland, welke gelegen heeft ten zuiden van het gehucht Kaard en ten westen van het dorpje Kinnum.
Stortum is bewoond geweest tot in het begin van de twintigste eeuw, toen hier nog twee huizen stonden. In 1557 stonden er vier huizen en rond 1640 drie. Stortum heeft ernstig te lijden gehad van de stormvloed van 1825. Toen gingen enkele huizen verloren en werd schade aangericht aan andere. Momenteel rest alleen nog een kleine woonterp als laatste overblijfsel. De Waddendijk ten zuiden van Stortum draagt nog de naam Stortumerdijk.